# Mompha oenotheraeella
Mompha oenotheraeella é uma espécie de mariposa do gênero Mompha pertencente à família Coleophoridae.